# Afszin Pejrowani
Mohammad Ali Pejrawani lub Afszin Esfandiar Pejrowani (per. افشين پيروانى, ur. 6 lutego 1970 w Szirazie) – piłkarz irański grający na pozycji obrońcy.

## Kariera klubowa
Karierę piłkarską Pejrawani rozpoczął w rodzinnym mieście Sziraz. Trafił do młodzieżowej drużyny Bargh Sziraz. Następnie wyjechał do stolicy kraju, Teheranu i tam grał w Bank Melli Teheran, między innymi najlepszym strzelcem reprezentacji Iranu, Alim Daeim. W 1993 roku przeszedł do innego stołecznego klubu, Persepolis Teheran. Tam zaczął osiągać swoje największe sukcesy w karierze. W 1994 roku został z Persepolis wicemistrzem Iranu. Z kolei w 1996 roku wywalczył swoje pierwsze w karierze sportowej mistrzostwo kraju. Rok później obronił tytuł mistrzowski oraz dotarł do półfinału Azjatyckiej Ligi Mistrzów. W 1999 roku zdobył Puchar Hazfi, czyli Puchar Iranu oraz kolejne już mistrzostwo Iranu. Mistrzem kraju zostawał także w latach 2000 i 2002. Trzykrotnie docierał do 1/2 finału Ligi Mistrzów. W 2004 roku odszedł do Paykan FC, ale po roku zdecydował się zakończyć piłkarską karierę.

## Kariera reprezentacyjna
W reprezentacji Iranu Pejrowani zadebiutował w 1993 roku. W 1998 roku został powołany przez Dżalala Talebiego do kadry na Mistrzostwa Świata we Francji. Tam wystąpił jedynie w wygranym 2:1 meczu ze Stanami Zjednoczonymi. Ostatni mecz w reprezentacji rozegrał w 2003 roku. Łącznie w kadrze narodowej zagrał 66 razy.